# Krakowiany (województwo mazowieckie)
Krakowiany – wieś sołecka w Polsce położona w województwie mazowieckim, w powiecie pruszkowskim, w gminie Nadarzyn. Leży nad górnym biegiem rzeki Utraty.
W latach 1975–1998 miejscowość administracyjnie należała do województwa warszawskiego.